# Czepiec (Święty Krzyż)
Czepiec is een plaats in het Poolse district  Jędrzejowski, woiwodschap Święty Krzyż. De plaats maakt deel uit van de gemeente Sędziszów en telt 140 inwoners.